# Mihály Táncsics
 (mai 2025).
Dans le nom hongrois Táncsics Mihály, le nom de famille précède le prénom, mais cet article utilise l’ordre habituel en français Mihály Táncsics, où le prénom précède le nom.
Mihály Táncsics, né Mihajlo Stančić le 21 avril 1799 à Ácsteszér et mort le 28 juin 1884 à Budapest est un écrivain hongrois, connu comme un des pionniers des idées socialistes dans le pays. 

## Biographie

### Origines familiales et jeunesse
Mihajlo Stančić naît dans une famille de serfs dans la localité d'Ácsteszér sur les flancs du Bakony, d'une mère tót et d'un père croate. Il quitte son village natal à l'âge de vingt ans et s'installe à Bakonyszombathely en tant que canut. Il part ensuite pour Buda où il apprend le métier d'enseignant ainsi que le droit. Alors qu'il parcourt le pays tous les étés, il décide de ne pas finir ses études de droit et s'intéresse, sous l'influence de l'historien István Horvát à la linguistique hongroise.
Il devient éducateur dans le comitat de Bács auprès de la famille Szalmássy puis à Duka et Pest auprès de la famille Rudnyánszky et enfin à partir de 1835 aux côtés de Sándor Teleki à Kolozsvár. Ses travaux sur les questions linguistiques ont suscité de nombreuses critiques, alors que ses manuels scolaires se sont écoulés aves succès. Il s'installe en 1836 dans le faubourg de Józsefváros et s'y marie deux ans plus tard avec Teréz Seidel, fille d'un cordonnier du quartier. 

### Parcours politique
Mihály Táncsics commence à développer son programme de transformation civique dès 1836. Il intègre très rapidement des groupes de jeunes partisans de la réforme politique à Pest, parmi lesquels Péter Vajda, János Garay, Endre Kunoss et János Horárik. Ces derniers exercent sur lui une influence décisive dans son engagement politique. Sensibilisé à l'histoire de la Révolution française, il publie en 1843 des articles dans lesquels ses convictions socialistes côtoient ses idées selon lesquelles la transformation de la société ne pourra advenir qu'à travers la citoyenneté.

## Œuvre
- Rényképek. I. (Pest), II – III. (Kolozsvár, 1835)
- Pazardi (Kolozsvár, 1836)
- Népkönyv (Pest, 1842)
- Sajtószabadságról nézetei egy rabnak (Lipcse, (de a hatóságok megtévesztése céljából a kiadás helyének Párizst tüntette fel) 1844)
- Széchenyi István gróf két garasára nyilatkozat (Lipcse, 1844)
- Népkönyv (Lipcse, 1846)
- Hunnia függetlensége (Jéna, 1847)
- Józanész (Bp., 1848)
- Nép szava, isten szava (Buda-Pest, 1848)
- Kiáltó szó a kormányhoz és a népnevelőkhez az elnémetesedés tárgyában (Pest, 1871)
- Táncsics Mihály művei (I – XII., Bp., 1873, 1885)
- Életpályám. Révai Könyvkiadó Nemzeti Vállalat (1949)

## Postérité
Mihály Táncsics appartient au patrimoine politique hongrois et de nombreux établissements scolaires portent notamment son nom. Le prix de journalisme Mihály Táncsics est une distinction créée en 1990 pour récompenser des personnalités hongroises du monde de la presse et des médias. La fondation politique du Parti socialiste hongrois porte également son nom.